# 건문제
명 혜종 건문제(明惠宗 建文帝, 1377년 12월 13일(음력 11월 5일) ~ 1402년(?))는 명나라의 제2대 황제이며, 명 태조 홍무제의 손자로서 홍무제의 장남인 주표(朱標)의 맏아들이다. 아버지 주표(朱標)가 황태자였으나 1392년에 죽자 홍무제의 손자로서 차기 황권 계승자가 되었다. 본명은 윤문(允炆)이다. 1398년 조부 홍무제가 사망하자 22세의 나이로 즉위한 후에, 황권강화를 위해서 숙부들을 숙청하고 그들의 권력을 약화시키던 도중에, 숙부인 연왕(영락제)이 1399년에 일으킨 반란(정난의 변)을 제대로 수습하지 못하고 4년동안 내전으로 고전하다가 제위를 빼앗겼다.

## 생애

### 어린 시절
홍무 10년인 1377년 12월 5일에 당시 황태자인 주표와 그 후궁 여씨의 아들로 태어났다. 주윤문은 서장자로서 차남이었으나, 황태자비 상씨 소생의 적장남 우회왕 주웅영(朱雄英)이 어린 나이에 죽자 주윤문이 황장손(皇長孫)이 되었다. 그러나 1392년 4월에 황태자 주표가 38세의 나이로 갑자기 사망하자 15세의 나이로 황태손이 되었다. 주원장은 후계자로 자신의 기질을 닮고 북방의 방어에 큰 공을 세운 4남인 연왕 주체 쪽을 더 염두에 두고 있었다. 그러나 학사 유삼오(劉三吾) 등 많은 신하들이 장자가 죽었으면 장손이 잇는 것이 원칙이라고 강력히 주장하였다. 이에 주원장은 주윤문을 황태손에 책봉하여 자신의 후계자로 천명하였다. 황태손인 주윤문은 유삼오와 방효유, 황자징(黃子澄), 제태(齊泰) 등에게 학문을 배우는 동시에 참모로 삼아 차기 황제로서의 준비를 탄탄히 다져놓고 있었다.

### 황제 즉위
1398년에 할아버지인 주원장이 71세를 일기로 붕어하자, 주윤문이 22세로 명나라의 제2대 황제로 오르니 이가 혜종 건문양황제(惠宗 建文讓皇帝)이다. 그는 황위에 올라 얼마 지나지 않아 홍무제가 처형했던 개국 공신들의 가족들을 사면해주었고, 공신들의 명예를 일정 부분 회복시켜 주었다. 유학자들의 조언을 받아, 그는 궁중 내시들의 권력을 엄격하게 제한하였으며, 숙부들의 힘을 조금씩 깎아내려 강력한 황권을 이루어내고자 하였다.

### 정난의 변
건문제는 즉위한 후, 할아버지 주원장의 유지에 따라 숙부들에게 남경으로 문상을 오지 말라 하였다. 또한 너무나 커져있던 숙부들의 세력을 끊으려 하기 시작했다. 그러나 연왕 주체를 필두로 한 번왕, 즉 건문제의 숙부들과 사촌들은 이에 반발하며 주체를 중심으로 몰래 연락을 주고받으며 정부에 대항할 방책을 세우고 있었다. 명 조정에서는 이에 대해 고심한 끝에, 세가 약한 번왕들을 수도인 남경으로 한 명씩 은밀히 불러들여 체포한 후, 유배를 보내거나 죽여 버렸다. 유약했던 건문제는 숙부들을 핍박한다고 손가락질을 받을까 봐 적극적으로 찬동하지는 않았다. 그러나 방효유를 비롯한 여러 근황파 대신들이 간곡히 주청한 결과, 지방 번왕들의 영지로 첩자와 자객들이 파견되었으며, 그들의 언동을 비밀리에 감시하였다. 이에 위기감을 느낀 연왕 주체는 건문 1년인 1399년에 반란을 일으키니 이것이 바로 '정난의 변'(靖難之變)이다.
건문제는 신료들에게 주체를 막으라고 지시하였으나 관군은 북방에서 잔뼈가 굵은 주체의 군대에게 계속 지고 있었다. 사실은, 건문제가 크게 승리하여 연왕을 거의 사로잡을 뻔했지만, "숙부님의 생명까지 위협해서는 안 된다. 지나치게 몰아붙이지 마라"라며 제동을 걸어 버린 적이 있을 만큼, 연왕 주체에 대해 유화적인 태도를 보이고 있었던 반면, 연왕은 주변 번왕들을 끌어들이면서까지 필사적으로 승리만을 위해 싸웠다. 건문제는 이번 사태가 그리 심각하지 않다 생각하고 크게 신경쓰지 않았다. 그러나 모든 번왕들은 주체의 편에 서거나 중립이 되어 있었고, 조정의 편은 아무도 없었다. 주체는 무려 3년간이나 이 반란을 끌었는데, 그 이유는 번왕들과 장군들의 지지를 얻기 위함이었고 병기와 군마를 모집하기 위함이었다. 이에 건문제는 빨리 대책을 세우고 반란군을 진압하려 하였으나, 관군이 계속해서 패전하는 바람에 물자 등이 바닥났기 때문에 어찌할 도리가 없었다.
1402년 7월, 연왕 주체는 결국 수도 남경성을 포위, 함락시킨다. 건문제는 남경의 궁전에 불을 지르라 명령하였다. 그리고 그 이후의 건문제의 행적은 전혀 알 길이 없다.
얼마 뒤, 연왕 주체는 황위에 오르니 그가 바로 명나라의 제3대 황제인 영락제(永樂帝)이다.

### 건문제의 최후설
건문제의 최후설은 여러가지로 나뉘어 있다. 남경의 궁전에 불을 질렀을 때, 그 불에 타 죽었다는 설과, 남경을 빠져나와 양자강에 투신했다는 설, 도사가 되었다는 설이 있지만 가장 많이 알려져 있는 설은 승려가 되어 중국 곳곳을 유람하며 다녔으나, 정통 5년인 1440년, 영락제의 증손자인 정통제(正統帝) 때에 이르러 신분이 알려져 북경에서 살다가 1445년에 생을 마쳤다고 하나, 확실하지 않다. 일설에 의하면 영락제가 대대적으로 추진한 정화의 남해 대원정의 목적도 건문제를 찾기 위한 것이라고 한다.

## 시호, 묘호
영락제가 즉위 한 후에 신하들이 쫓겨난 황제의 묘호를 신종(神宗), 시호는 효민황제(孝愍皇帝)로 올리라고 상소를 올렸으나, 폐제(廢帝)라는 이유로 황제의 시호를 불허하였다. 남명의 홍광제의 의하여 황제로 다시 복원, 묘호를 혜종(惠宗), 시호는 사천장도성의연공관문양무극인독효양황제(嗣天章道誠懿淵功觀文揚武克仁篤孝讓皇帝)로 추시하였다.
명나라가 완전히 멸망한 이후에, 남명을 인정하지 않은 청나라의 황제인 건륭제는 시호를 공민혜황제(恭閔惠皇帝)로 추증하였다.
다만 이 두 시호가 공식적으로 사용된 적이 그다지 많지 않기 때문에, 정통 역사학계에서는 남명과 청나라 중의 어느 한쪽의 시호를 쓰지는 않고 건문제(建文帝)로 통용한다.

## 가계

### 조부모와 부모
- 조부 : 태조 홍무고황제(太祖 洪武高皇帝) 주원장(朱元璋)
- 조모 : 효자고황후(孝慈高皇后) 마씨(馬氏)
- 부친 : 흥종 강황제(興宗 康皇帝) 주표(朱標)
- 모친 : 황태후(皇太后) 여씨(呂氏)

### 후비
| 봉호       | 시호                    | 이름(성씨) | 재위년도        | 생몰년도        | 국구(장인/장모) | 별칭               | 비고  |
| ---------- | ----------------------- | ---------- | --------------- | --------------- | --------------- | ------------------ | ----- |
| 황후(皇后) | 효민양황후 (孝愍讓皇后) | 마씨(馬氏) | 1398년 ~ 1402년 | 1378년 ~ 1402년 | 마전(馬全)      | 황태손비(皇太孫妃) | [ 4 ] |

### 황자
| -    | 봉호           | 시호                    | 이름           | 생몰년도         | 생모            | 별칭       | 비고  |
| ---- | -------------- | ----------------------- | -------------- | ---------------- | --------------- | ---------- | ----- |
| 장남 | 황태자(皇太子) | 공민(恭愍) ↓ 화간(和簡) | 주문규(朱文奎) | 1396년 ~ 1402년? | 효민양황후 마씨 |            | [ 5 ] |
| 차남 | 윤왕(潤王)     | 회(懷)                  | 주문규(朱文圭) | 1401년 ~ 1457년  | 효민양황후 마씨 | 원왕(原王) | [ 6 ] |

## 기년과 연호
| 연호       | 사용기간 | 사용기간 | 년수 | 비고 |
| ---------- | -------- | -------- | ---- | ---- |
| 건문(建文) | 1399년   | 1402년   | 4년  |      |

## 같이 보기
- 조선
  - 정종 (1398년~1400년)
  - 태종 (1400년~1418년)